# Ratpenat orellut de Behn
El ratpenat orellut de Behn (Glyphonycteris behnii) és una espècie de ratpenat que es troba al Brasil, el Perú i Bolívia.